# Goldstreifen-Schwertlilie
Die Goldstreifen-Schwertlilie (Iris chrysographes) ist eine Pflanzenart aus der Gattung der Schwertlilien (Iris) innerhalb der Familie der Schwertliliengewächse (Iridaceae). Sie bildet mit Iris forrestii und Iris sibirica Hybriden.

## Merkmale
Die Goldstreifen-Schwertlilie ist eine ausdauernde Pflanze, die einen Rhizomhorst ausbildet und Wuchshöhen von 35 bis 50 (selten ab 25) Zentimeter erreicht. Die Blätter sind 10 bis 15 Millimeter breit. Die Blüten duften und haben einen Durchmesser von 6 bis 7 Zentimeter. Die Domblätter sind schräg aufwärts gerichtet. Die Hängeblätter sind samtig dunkelviolett gefärbt. Ihr Platte ist goldgelb gezeichnet und hängt senkrecht.
Die Blütezeit liegt im Juni.

## Vorkommen
Die Goldstreifen-Schwertlilie kommt in Südwest-China in Yunnan, Sichuan und Südost-Tibet vor. Sie wächst auf feuchten Gebirgswiesen auf Kalk in Höhenlagen von 1200 bis 4400 Meter.

## Nutzung
Die Goldstreifen-Schwertlilie wird selten als Zierpflanze für Naturgärten und Gewässerufer genutzt. Sie ist seit spätestens 1908 in Kultur. Die Sorte 'Rubella' hat dunkelfarbige Blüten.

## Belege
- Eckehardt J. Jäger, Friedrich Ebel, Peter Hanelt, Gerd K. Müller (Hrsg.): Rothmaler Exkursionsflora von Deutschland Band 5 Krautige Zier- und Nutzpflanzen. Spektrum Akademischer Verlag, Berlin Heidelberg 2008, ISBN 978-3-8274-0918-8.